# エルンスト・ヴァンデルスレプ
エルンスト・ヴァンデルスレプ（Ernst Wandersleb 、1879年4月12日 - 1963年5月2日）はドイツのレンズ設計者であり、物理学者。私生活では写真愛好家、気球愛好家、音楽愛好家、登山家であった。

## 略歴
- 1879年4月12日 - ゴータで生まれた。
- 1901年 - カール・ツァイスに入社。
- 1902年 - パウル・ルドルフと共同でテッサーを発明。
- 1904年 - イェーナ大学の教授やカール・ツァイス写真部同僚を集めて航空クラブ（Thüringischen Verein für Luftfahrt ）結成。
  - 10月 - テッサーをF4.5まで大口径化する。
- 1905年 - ドイツ気球旅行協会（Deutschen Verein für Luftschifffahrt ）の会員となる。
- 1911年 - パウル・ルドルフ退職に伴いカール・ツァイスの写真部長となった。
- 1929年 - ウィリー・ウォルター・メルテの協力を得てビオテッサーを発明。
- 1936年 - 同僚だったオットー・エッペンシュタイン（Otto Eppenstein ）の妹、エミー・エッペンシュタイン（Emmy Eppenstein ）と結婚。エミーはユダヤ人だったためブーヘンヴァルト強制収容所に送られ、ヴァンデルスレプ自身もナチスを批判したためツァイスにいられなくなり一時退職した。
- 1945年 - 終戦に伴い復職。エミーも強制収容所から生還した。
- 1957年 - カール・ツァイスを退職。
- 1963年5月2日 - イェーナで死去した。